# Choustníkovo Hradiště
Choustníkovo Hradiště är en ort i Tjeckien. Den ligger i den nordöstra delen av landet, 110 km öster om huvudstaden Prag. Choustníkovo Hradiště ligger 290 meter över havet och antalet invånare är 605.
Terrängen runt Choustníkovo Hradiště är platt åt sydost, men åt nordväst är den kuperad. Choustníkovo Hradiště ligger nere i en dal. Runt Choustníkovo Hradiště är det tätbefolkat, med 397 invånare per kvadratkilometer. Närmaste större samhälle är Dvůr Králové nad Labem, 4,6 km väster om Choustníkovo Hradiště. Trakten runt Choustníkovo Hradiště består till största delen av jordbruksmark.